# Přebor Ústeckého kraje 2013/2014
Přebor Ústeckého kraje 2013/2014 byl desátý ročník páté nejvyšší fotbalové soutěže v České republice. Řídil jej Ústecký fotbalový svaz.

## Průběh
Z Divize B do tohoto ročníky sestoupil tým SK Stap Tratec Vilémov, z I. A tříd Ústeckého kraje pak postoupily celky Sokol Milešov, FK ČL Neštěmice a TJ Sokol Březno. Soutěž nakonec opustily dva z těchto týmů. Vítězem celého ročníku se stal tým TJ Krupka, ten následující sezónu nastoupil v Divizi B.

## Systém
Soutěž se hrála od léta do jara se zimní přestávkou. Účastnilo se 16 týmů z Ústeckého kraje, každý s každým hrál jednou na domácím hřišti a jednou na hřišti soupeře. Celkem tedy 30 kol.
Vítěz a druhý v pořadí podle tabulky postoupili do Divize B. Poslední dva týmy sestoupily do I. A třídy.
Pokud do
přeboru nesestoupí tým z divize, tak je postupující tým z přeboru
automaticky nahrazen druhým týmem z nižší soutěže, který má vyšší počet
bodů (tak jako před touto sezónou dostal přednost celek FK ČL Neštěmice před FK Postoloprty).

## Tabulka
| Poř. | Tým                    | Z  | V  | R | P  | VG | OG | B  |
| ---- | ---------------------- | -- | -- | - | -- | -- | -- | -- |
| 1.   | TJ Krupka              | 30 | 19 | 7 | 4  | 77 | 39 | 68 |
| 2.   | FK Litoměřice          | 30 | 18 | 9 | 3  | 72 | 30 | 67 |
| 3.   | SK Stap Tratec Vilémov | 30 | 15 | 6 | 9  | 78 | 46 | 53 |
| 4.   | FK Bílina              | 30 | 13 | 8 | 9  | 48 | 28 | 53 |
| 5.   | FK ČL Neštěmice (N)    | 30 | 15 | 2 | 13 | 66 | 55 | 47 |
| 6.   | FK Litvínov            | 30 | 14 | 4 | 12 | 55 | 46 | 47 |
| 7.   | TJ Proboštov           | 30 | 12 | 5 | 13 | 55 | 51 | 46 |
| 8.   | FK Chmel Blšany        | 30 | 13 | 4 | 13 | 72 | 60 | 45 |
| 9.   | FK Louny               | 30 | 13 | 3 | 14 | 49 | 44 | 44 |
| 10.  | TJ Baník Modlany       | 30 | 12 | 6 | 12 | 61 | 68 | 44 |
| 11.  | FK Tatran Kadaň        | 30 | 12 | 5 | 13 | 55 | 61 | 43 |
| 12.  | FK Junior Děčín        | 30 | 14 | 0 | 16 | 62 | 85 | 42 |
| 13.  | Jiskra Modrá           | 30 | 12 | 3 | 15 | 50 | 53 | 41 |
| 14.  | Sokol Horní Jiřetín    | 30 | 8  | 7 | 15 | 43 | 83 | 35 |
| 15.  | Sokol Milešov (N)      | 30 | 6  | 8 | 16 | 37 | 62 | 31 |
| 16.  | TJ Sokol Březno (N)    | 30 | 3  | 5 | 22 | 27 | 96 | 14 |

|  | Postup do Divize B   |
|  | Sestup do I. A třídy |